# Nerw biodrowo-podbrzuszny
Nerw biodrowo-podbrzuszny (łac. nervus iliohypogastricus) – w anatomii człowieka nerw odchodzący od pierwszej pętli splotu lędźwiowego od gałęzi brzusznych dwunastego nerwu piersiowego i pierwszego nerwu lędźwiowego. Jest nerwem mieszanym: czuciowym i ruchowym.

## Przebieg
Nerw biodrowo-podbrzuszny leży na mięśniu czworobocznym lędźwi, następnie wchodzi między mięsień poprzeczny brzucha a mięsień skośny wewnętrzny brzucha, po czym zdąża między mięśniem skośnym wewnętrznym i mięśniem skośnym zewnętrznym brzucha do pochewki mięśnia prostego brzucha. W swoim przebiegu oddaje gałęzie otrzewnowe (rami peritonealis), gałąź skórną boczną (ramus cutaneus lateralis), gałąź skórną przednią (ramus cutaneus anterior) i gałęzie mięśniowe (rami musculares) do mięśni: skośnych brzucha i poprzecznego brzucha.

## Obszary unerwienia
Zaopatruje czuciowo otrzewną ścienną, skórę okolicy biodra, skórę brzucha w okolicy więzadła pachwinowego i okolicy łonowej. Ruchowo zaopatruje dolne części mięśni poprzecznego, skośnego wewnętrznego i skośnego zewnętrznego brzucha.